# Gourguen Ier d'Ibérie
Vous lisez un « bon article » labellisé en 2010.
Pour les articles homonymes, voir Gourguen.
Gourguen Ier d’Ibérie (en géorgien : გურგენ I), aussi connu comme Gourguen Ier de Tao Supérieur ou Gourguen Ier d'Ardahan, est un prince géorgien de la fin du IXe siècle. Descendant de la lignée des Bagratides, il accède au trône d'Ibérie durant une crise dynastique et prend les titres de « prince-primat » et de « curopalate ». Grâce à un grand écart diplomatique, Gourguen réussit à s’allier de manière éphémère avec Byzance et l’Arménie, avant d'être pris dans un conflit civil entre princes qui lui coûte la vie, mettant ainsi fin à la principauté d'Ibérie.

## Biographie

### Origines et débuts
Gourguen Bagration est né probablement avant 861. Il est l'aîné des trois fils du prince Adarnassé Bagration, prince d'Artanoudji, et de son épouse, Berylle, fille de Bagrat de Schaoreti. Il est baptisé par le célèbre moine Grégoire de Khandzta, mais perd son frère cadet Achot Cécéla en 867. Rien n'est donc connu sur sa vie jusqu'en 867, date à laquelle son père Adarnassé lui laisse en héritage le Tao Supérieur avec le titre de duc et pour résidence, Calmakhi.

### La lutte pour le pouvoir

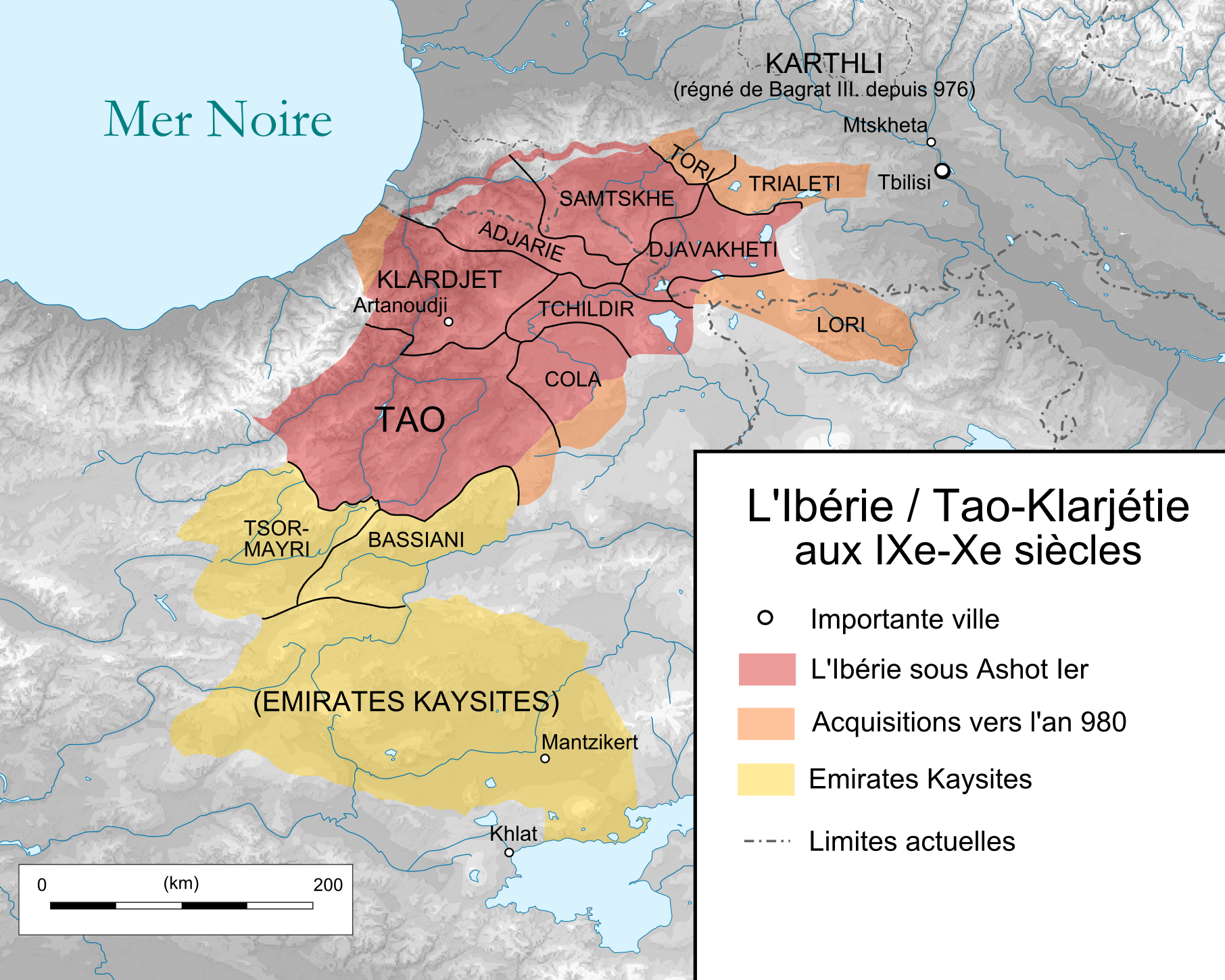
Principautés d'Ibérie aux

En 881, un événement change brusquement l'histoire de l'Ibérie. En effet, le prince Narsès Gouaramisdze tue avec l'aide de Gourguen le prince-primat David Ier dans le but de prendre le pouvoir. Toutefois, le parti loyaliste géorgien, dirigé par le comte Liparit Orbéliani et soutenu par le prince des princes d'Arménie Achot Ier, se révolte contre Narsès pour placer sur le trône le fils de David, Adarnassé. À la suite de ces complications, Narsès est contraint de se réfugier à Constantinople, tandis que Gourguen, qui était resté en Géorgie, reçoit le titre de prince-primat et est confirmé sur le trône par Byzance en raison de la minorité d'Adarnassé.
Gourguen, désormais prince-primat d'Ibérie et curopalate, s'occupe d'une politique de réunification nationale. Dans ce but, il s'allie avec le parti loyaliste géorgien et l'Arménie, ce qui détériore ses relations avec l'Empire byzantin et le royaume voisin d'Abkhazie. En 885, Narsès, dépourvu de soutien en Ibérie mais aidé par les Byzantins, quitte Constantinople et part pour l'Abkhazie où il est accueilli par son beau-frère, le roi Bagrat Ier. Ce dernier fournit au rebelle de nombreux auxiliaires et Narsès part pour reconquérir le trône au Samtskhe, où il reçoit une nouvelle aide du prince des Ossètes Bagatar. Le jeune Adarnassé, qui prétend maintenant au trône et est allié avec Gourguen, part pour se défendre. Les trois hommes se rencontrent en 888 et les troupes loyalistes, pourtant inférieures en nombre à celles des Abkhazes, parviennent à vaincre l'ennemi et à capturer Narsès, qui est exécuté à Aspindza.

### Nouvelle guerre civile et mort

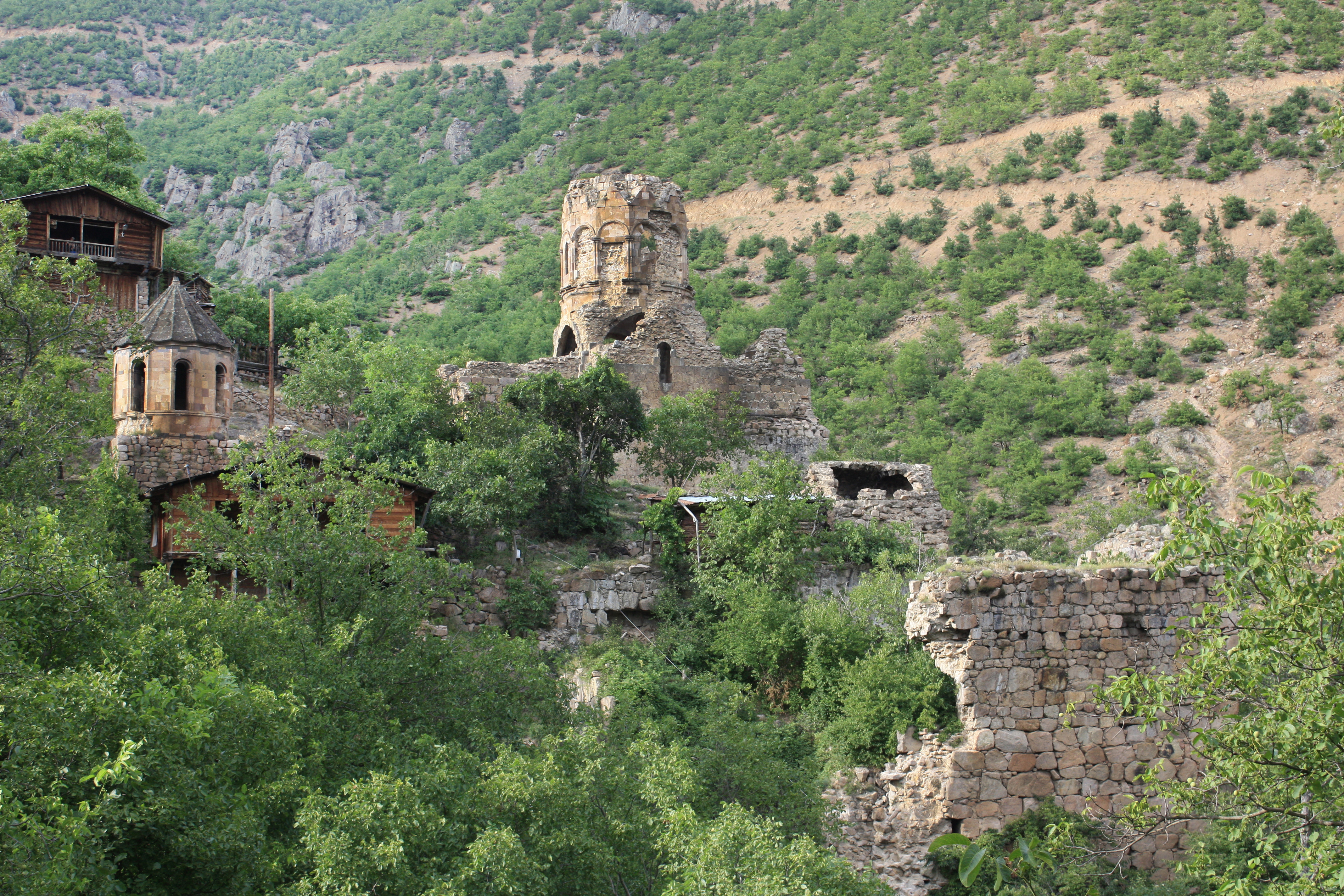
La cathédrale de Khandzta, où Gourguen fut enterré

À la suite de cette victoire, les Kartvels nomment Adarnassé roi, titre qui lui est reconnu par le roi d'Arménie en 899. Gourguen, qui avait reçu une partie des territoires de Narsès, s'établit comme prince d'Artani et de Chavcheti, tout en conservant sa distinction de Prince-Primat.
Au fil des années, les tensions entre le roi Adarnassé et le prince-primat Gourguen (qui avait également conservé le titre de curopalate) augmentent. La noblesse géorgienne se divise à nouveau entre loyalistes et pro-Gourguen, tandis que l'influent prince d'Artanoudji-Calarzène, Bagrat Soumbatisdze qui était le propre neveu de Gourgen, renforce les troupes des loyalistes. En 891, une bataille éclate entre les deux partis et Gourguen est défait à Mglinavi. Capturé, il meurt de ses blessures quelque temps plus tard. D'après son testament, il est enterré dans la cathédrale de Khandzta (aujourd'hui en Turquie), qu'il avait restaurée.

## Famille
D'après Cyrille Toumanoff, Gourguen Ier d'Ibérie était probablement marié à une fille du prince des princes arménien Smbat VIII Bagratouni (826-862), dont deux autres filles étaient déjà mariées en Géorgie. Ensemble, le couple eut deux fils :
- Adarnassé VII Bagration (mort en 896), eristavi des eristavis ;
- Achot Bagration (mort en 918), eristavi des eristavis, surnommé « Koukh ».

### Sources
- (en) Cyrille Toumanoff, Studies in Christian Caucasian History, Georgetown, Georgetown University Press, 1963.
- (en) Robert W. Thomson, Rewriting Caucasian History: The Medieval Armenian Adaptation of the Georgian Chronicles : The Original Georgian Texts and the Armenian Adaptation, Oxford University Press, 1996.
- (en) Stephen H. Rapp, Studies in medieval Georgian Historiography : Early Texts and Eurasian Contexts, 2003.
- Cyrille Toumanoff, Les dynasties de la Caucasie chrétienne de l'Antiquité jusqu'au XIXe siècle : Tables généalogiques et chronologiques, Rome, 1990.
- Marie-Félicité Brosset, Additions et éclaircissements à l'Histoire de la Géorgie, Saint-Pétersbourg, Académie impériale des sciences, 1851.
- Nodar Assatiani et Otar Djanelidze, History of Georgia, Tbilissi, 2009.